# Ijtihad (single de Los Planetas)
«Ijtihad» es el cuarto y último sencillo extraído del álbum de Los Planetas Zona temporalmente autónoma. En la cara B se incluyen los temas, hasta ese momento inéditos, Ole y Bulería del Renault Fuego.

## Lista de canciones
Cara A
1. Ijtihad 3:55

Cara B
1. Ole 6:04
2. Bulería del Renault Fuego 3:43

Ijtihad, compuesta por J y basada en unas alegrías de El Mochuelo, toma parte de su letra del tema Isla de Encanta del grupo bostoniano Pixies.
Ole, es una versión en castellano del tema Oh Yeah, compuesto por Bryan Ferry para su grupo Roxy Music.
Bulería del Renault Fuego es una bulería inspirada en el tema Renault Fuego del grupo argentino Las Ligas Menores. La música es de Las Ligas Menores, la letra de Las Ligas Menores, J y popular.

## Créditos
J: Voz (música) y guitarra eléctrica. 
Florent: guitarra eléctrica. 
Banin: teclado y guitarra eléctrica.  
Julián: bajo y coros. 
Eric: batería. 
Grabado en el Refugio Antiaéreo y en el Cortijo de Santa María de la Vega por Carlos Díaz, mezclado en el Cortijo de Santa María de la Vega por Carlos Díazy masterizado por Simon Heyworth en Super Audio Mastering.
El diseño gráfico es de La Luz Roja, con foto de la portada de Céline Beslu.

## Videoclip
El 13 de diciembre de 2018 se publica un lyric video, con imágenes extraídas de la una grabación en directo del tema en La Chumbera (Sacromonte, Granada), grabación incluida, como el resto del álbum Zona temporalmente autónoma, en el DVD anexo a la reedición de 2018 del disco.